# Songs of the Century (album)
Songs of the Century is een verzamelalbum van diverse artiesten die de muziek van Supertramp wilden eren. Dat vond allemaal plaats onder leiding van Billy Sherwood, ooit lid van Yes.
De hele rij befaamde muzikanten vanuit de rock speelde mee, of ze elkaar in de geluidsstudio ook daadwerkelijk ontmoetten lijkt onwaarschijnlijk. De musici waren nog actief met hun eigen bands.

## Musici
- Billy Sherwood – alle muziekinstrumenten
- Scott Connor - slagwerk

En daarbij:
| 1.  | Larry Fast – toetsinstrumenten     |
| 1.  | John Wetton – zang (1)             |
| 2.  | John Wesley – zang, gitaar         |
| 3.  | Mickey Thomas – zang               |
| 3.  | Steve Morse – gitaar               |
| 3.  | Tony Kaye – toetsinstrumenten      |
| 4.  | Richard Page – zang                |
| 4.  | Peter Banks – gitaar               |
| 5.  | Colin Moulding - zang              |
| 5.  | Geoff Downes – toetsinstrumenten   |
| 6.  | Rick Wakeman – toetsinstrumenten   |
| 6.  | Tony Levin – basgitaar             |
| 7.  | Annie Haslam - zang                |
| 7.  | David Sancious – toetsinstrumenten |
| 8.  | Jordan Rudess – toetsinstrumenten  |
| 8.  | Gary Green – gitaar                |
| 9.  | Steve Porcaro – toetsinstrumenten  |
| 9.  | Roye Albrighton – zang             |
| 10. | Joe Lynn Turner – zang             |
| 10. | Dave Kerzmer – toetsinstrumenten   |
| 11. | Robby Krieger – gitaar             |
| 11. | Rod Argent – toetsinstrumenten     |
| 12. | Chris Squire – zang, basgitaar     |
| 12. | Tony Kaye - toetsinstrumenten      |

## Muziek
| Nr. | Titel                                                  | Duur |
| --- | ------------------------------------------------------ | ---- |
| 1.  | Breakfast in America (Rick Davies, Roger Hodgson)      | 3:52 |
| 2.  | Take the long way home (Richard Davies, Roger Hodgson) | 5:05 |
| 3.  | The Logical Song (Richard Davies, Roger Hodgson)       | 4:25 |
| 4.  | Give a Little Bit (Richard Davies, Roger Hodgson)      | 5:14 |
| 5.  | It’s Raining Again (Richard Davies, Roger Hodgson)     | 4:51 |
| 6.  | Crime of the Century (Richard Davies, Roger Hodgson)   | 6:20 |
| 7.  | Dreamer (Richard Davies, Roger Hodgson)                | 4;30 |
| 8.  | Goodbye Stranger (Richard Davies, Roger Hodgson)       | 6:26 |
| 9.  | Rudy (Richard Davies, Roger Hodgson)                   | 6:23 |
| 10. | Bloody Well Right (Richard Davies, Roger Hodgson)      | 5:45 |
| 11. | School (Richard Davies, Roger Hodgson)                 | 5:45 |
| 12. | Let the World Revolve (Billy Sherwood)                 | 4:44 |